# Tiesj Benoot
Tiesj Benoot, född 11 mars 1994 i Gent, är en belgisk professionell landsvägscyklist.

## Karriär
Benoot har cyklat professionellt sedan 2015. Bland hans meriter kan nämnas en seger i Strade Bianche (2018) och en seger i Kuurne–Brussels–Kuurne (2023).